# Enrique Carbó (localidad)
Enrique Carbó es un municipio distribuido entre los distritos Alarcón, Cuchilla Redonda, y Dos Hermanas del departamento Gualeguaychú en la provincia de Entre Ríos, República Argentina. El municipio comprende la localidad del mismo nombre y un área rural.

## Historia
El 10 de octubre de 1906 llegó al lugar la primera locomotora del Ferrocarril Central Entrerriano a la estación que se construyó en las cercanías del asentamiento poblacional denominado Villa Diego. Esta fecha se toma como fundacional de la localidad de Enrique Carbó. La estación fue el núcleo poblacional a partir del cual se fue formando una localidad. En enero de 1907 el gobernador Enrique Carbó firmó un decreto poniendo su propio nombre a la estación ubicada km 17. 

### Juntas de gobierno
La primera junta de gobierno fue establecida en 1973. Luego de la interrupción del orden democrático, el 15 de julio de 1976 fue designada una nueva junta de gobierno.
La planta urbana de la localidad de Enrique Carbó fue ampliada por decreto 276/1985 MGJE del 7 de febrero de 1985. Los límites de la junta de gobierno de Carbó fueron fijados por decreto 27/2002 MGJ del 4 de enero de 2002 Mediante el Decreto 03271/09 MGJEOYSP del 27 de agosto de 2009 incorporó la suprimida Junta de Gobierno de Alarcón La Junta de Gobierno de Alarcón había sido creada por decreto 1165/1984 MGJE del 11 de abril de 1984 y sus límites jurisdiccionales fijados por decreto 4078/1987 MGJE del 27 de julio de 1987, y ampliados por decreto 2174/2001 MGJ del 29 de junio de 2001. Alarcón fue elevada a junta de gobierno de 3.ª categoría por decreto 2688/2001 MGJ del 2 de agosto de 2001
Enrique Carbó y Alarcón eligieron una única junta de gobierno en las elecciones del 23 de noviembre de 2003 y del 18 de marzo de 2007. La junta de gobierno de Alarcón fue suprimida e incorporada a la de Enrique Carbó por decreto n.º 3271/2009 del 27 de agosto de 2009.

### Municipio
El municipio fue creado mediante el decreto 4417/2010 MGJE del 17 de noviembre de 2010, publicado en el Boletín Oficial el 10 de marzo de 2011. Previamente la ley n.º 9990, sancionada el 20 de noviembre de 2010, aprobó la demarcación del radio y censo pertinente, practicado por la Dirección de Estadística y Censos de la provincia, correspondiente al ejido del municipio en los distritos Alarcón, Cuchilla Redonda y Dos Hermanas.

## Población
Contaba en 2001 con 902 habitantes (Indec, 2001), lo que representa un ascenso del 23,9 % frente a los 728 habitantes (Indec, 1991) del censo anterior. En 2010 el censo contó 1193 habitantes.